# Sveriges Schackförbund
Sveriges Schackförbund (SSF), internationellt känt som Swedish Chess Federation, är en medlemsorganisation för distriktsförbund och schackklubbar i Sverige med cirka 40 000 medlemmar, varav ungefär 36 000 barn och ungdomar.

## Historia
SSF bildades 1917 av Stockholms Schackförbunds dåvarande ordförande Ludvig Collijn som också blev SSF första ordförande. Syftet var att bredda intresset och höja spelstyrkan på landets elit. Bildandet skedde i en tid då schackspelandets popularitet ökade kraftigt och redan 1920 fanns det 107 föreningar anslutna till SSF. År 2006 fanns det 256 klubbar i 25 distrikt med totalt cirka 16 000 medlemmar och år 2015 hade detta stigit till 36 885 medlemmar. Det viktigaste skälet till ökningen är satsningen på att starta schackklubbar på skolorna – 2015 fanns det 442 stycken sådana klubbar i förbundet.
Bröderna Ludvig och Gustaf Collijn bidrog ekonomiskt till att höja tävlingsnivån i landet och det arrangerades flera internationella turneringar.
Under efterkrigstiden anordnade Sverige flera FIDE-tävlingar i VM-kvalificeringen, bland annat Saltsjöbadsturneringarna (1948 och 1952). År 1969 arrangerade man junior-VM i Stockholm, en turnering som vanns av den blivande världsmästaren Anatolij Karpov.
Under 1960–70-talen utökades SSF:s verksamhet mycket kraftigt. Expansionen skedde bland annat inom ungdomsverksamheten eftersom denna gynnades genom statliga bidrag. En annan bidragande orsak till ökningen var VM-matchen mellan Bobby Fischer och Boris Spasskij i Reykjavik 1972 som fick stor uppmärksamhet i media.

## Arbetsområden
Förbundets uppgift är att företräda och verka för spridningen av schack i Sverige.
- Man arrangerar varje år Schack-SM, en elit- och breddtävling. Senaste SM i Uppsala hade 1012 starter.
- SSF är arrangör för seriespel i schack med ca 260 lag från Elitserien ner till division III. Cirka 2 000 spelare deltar i varje rond.
- Tidskrift för Schack (TfS) kom ut med sitt första nummer 1895 och är numera SSF:s officiella organ. Idag kommer det ut 4 nummer per år.
- SSF arrangerar årligen Schackets dag runt om i landet.
- Sedan 1956 arrangeras Skol-SM i schack.
- SSF deltagit som arrangör av tävlingen Tusenmannaschacket i Stockholm, antingen som arrangör eller som bidragsgivare.
- Sedan ???1966-talet??? har man hjälpt Hallsberg SS arrangera internationell ungdomsturnering i Hallsberg. Tävlingen är nu vilande sedan 2005 efter spelats i 40 år i sträck utan avbrott.
- Schackfyran är sedan 1978 en rikstäckande tävling[4] för fjärdeklassare i Sverige som får spela schack tillsammans med sin klass som lag mot andra klasser runt om i landet. Schackfyran samlar 25 000 fjärdeklassare.[5]

SSF representerar Sverige internationellt, bland annat i världsschackförbundet FIDE, det europeiska schackförbundet ECU men också i internationella tävlingar som schack-OS, lag-EM och Nordiska mästerskapen.
Schackförbundet leds idag av en förtroendevald styrelse på nio personer vars ordförande är Håkan Jalling (2020). Det mesta arbetet utförs dock i schackförbundets fem kommittéer – Elitkommittén, Informationskommittén, Tävlings- och regelkommittén, Skolkommittén och Korrschackkommittén.

## Ordförande
- 1917–39 Ludvig Collijn, Stockholm
- 1940–47 Erik Olson, Göteborg
- 1947–64 Folke Rogard, Stockholm
- 1964–65 Nils Grenander, Göteborg
- 1965–69 Nils Kellgren, Stockholm
- 1969–77 Birger Öhman, Stockholm
- 1977–99 Christer Wänéus, Norrköping
- 2000–07 Ingvar Carlsson, Linköping
- 2007–10 Ari Ziegler, Göteborg
- 2010–13 Anil Surender, Malmö
- 2013–18 Carl Fredrik Johansson, Uppsala
- 2018–20 Ted Gemzell, Stockholm
- 2020–  Håkan Jalling, Växjö

## Distrikt
De cirka 250 schackklubbarna är organiserade i 25 distriktsförbund i Sveriges Schackförbund:
- Blekinge Schackförbund (BSF): Medlemsförbund för schackklubbar i Blekinge; förbundet omfattar de sex medlemsklubbarna i Blekinge (Bräkne Hoby SK, Karlskrona Schackvänner, SK Laxen, Olofströms SK, Ronneby SK och Rödeby SK). Ordförande sedan 2007 är Bengt-Åke Karlsson. BSF arrangerade schack-SM i Ronneby tillsammans med Ronneby SK 1998.
- Dalarnas Schackförbund
- Gotlands Schackförbund
- Gästriklands Schackförbund
- Göteborgs Schackförbund (GSF): Bildades 1904, tretton år före Sveriges Schackförbund, och har 17 medlemsklubbar med 858 medlemmar (varav 394 juniorer) i Göteborgsområdet sedan 2007. GSF arrangerar distriktsmästerskap i schack, både för lag och individuellt. Göteborgs Schackförbund arrangerade åren 2004, 2005 och 2006 schack-SM i Göteborg.
- Hallands Schackförbund
- Hälsinglands Schackförbund
- Jämtland Härjedalens Schackförbund
- Medelpads Schackförbund
- Norrbottens Schackförbund
- Roslagens Schackförbund (RSF): Består av klubbarna Faringe SK, SS Gambit, Knivsta Alsike SK, Norrtälje SK, Roslags-Länna SK, Roslagsbro SK, Rånäs SK och Väddö SS. Tävlingar som förbundet årligen arrangerar eller är medarrangör till är DM i Blixt, DM i Snabbschack, DM, Sparbankscupen, Roslagens Junior GP och Roslagsserien.
- Skånes Nord Schackförbund
- Skånes Nordvästra Schackförbund
- Skånes Schackförbund: Ett av flera schackförbund i Skåne, som arrangerar tävlingar, seriespel och utbildningar i schack.
- Smålands Schackförbund (SmSF) bildades i Eksjö den 8 december 1918 på initiativ av schacksammanslutningarna i Jönköping, Nässjö, Eksjö, Vetlanda och Tranås. 1948 bröts den södra delen av distriktet loss och bildade Värends Schackförbund, senare Södra Smålands SF (SSSF). Från 1 juli 1993 är de båda Smålandsförbunden återförenade under namnet Smålands Schackförbund. Det finns idag (2023) 15 Traditionella klubbar i Småland. Eksjö SK, Emmaboda SS, Hultsfred SK, Jönköpings SS, Kalmar SK, Ljungby SK, Oskarshamn SK, Sandby/Gårdby SK, Torsås SK, Vaggeryds SK, Värnamos SK, Västerviks ASK, Växjö SK och Ölands SS.
- Stockholms Schackförbund
- Södermanlands Schackförbund
- Upplands Schackförbund
- Värmlands Schackförbund
- Västmanlands schackförbund
- Västerbottens Schackförbund
- Västergötlands Schackförbund
- Ångermanlands Schackförbund
- Örebro läns Schackförbund
- Östergötlands Schackförbund